# Външна политика на Азербайджан
Външната политика на Азербайджан започва с обявяването на незавимостта ѝ на 28 май 1918. Държавата е член на ООН, Организацията за сигурност и сътрудничество в Европа (ОССЕ), „Партньорството за мир“ към НАТО, Съвета на евро-атлантическото партньорство, Световната здравна организация, Европейската банка за възстановяване и развитие, Съвета на Европа, Тюркския съвет, Договора за обикновените въоръжени сили в Европа, Общността на демокрациите, Международния валутен фонд и Световната банка.

## Двустранни отношения
166 държави имат установени дипломатически отношения с Азербайджан. 52 посолства, 2 главни консулства и 11 дипломатически мисии и представителни бюра са създадени в Баку. Азербайджан разполага с посолства в 56 държави и 9 консулства в 7 държави.

### Армения
Отношенията между Азербайджан и Армения са белязани най-вече от териториалните конфликти, които засягат Нагорни Карабах, причина за войната до 1994 г. и образуването на Нахичеванския анклав. Не съществуват официални дипломатически отношения между двете държави, които на практика са постоянно във война и напреженията остават все така силни.
Веднъж постигнали независимост в 1918 г. и 1921 г., двете демократични републики имат тежки двустранни отношения, най-вече след арменско-азербайджанската война между 1918 – 20 г., a непосредствено след това биват интегрирани в Закавказката съветска федеративна социалистическа република до 1939 г., логично след това и в СССР. И двете държави се връщат към независимост през 1991 г.
Що се отнася до мобилността на гражданите на двете държави, има наложена перманентна забрана за влизане в Азербайджан. Издаването на виза за влизане в Азербайджан е системно отказвано на арменски граждани и на всички лица с тази народност. Влизането в Азербайджан се отказва и на хора, които имат виза, издадена от властите в Нагорни Карабах или разполагат с разрешително за престой. Същото се отнася за седемте азербайджански окупирани региона, което от своя страна допринася за засиленото напрежение по границата между двете държави.
На 3 септември 2012 г., президентът на Азербайджан, Илхам Алиев предлага да предостави дом и заплащане на всички просрочени задължения на азербайджанския офицер Рамил Сафаров, който през 2004 година е осъден на доживотен затвор в Унгария, след като обезглавява арменския лейтенант Гурген Маграрян в съня му. Двамата са били на обучение, организирано от НАТО в Будапеща. В отговор на думите на Алиев, арменският президент Серж Саркисян се обявява готов всеки момент за „нова война“ с Азербайджан.
В началото на април 2016 г. започват сблъсъците между карабахските и азербайджанските войници на фона на тлеещия конфликт в Нагорни Карабах.

### Франция
Отношенията на Азербайджан с Франция са относително стари, но най-силно се развиват от началото на XX век. Франция е втората държава, която на 31 декември 1991 г. признава независимостта на Азербайджан. По-малко от една година по-късно, през 1992, Франция отваря посолство си в Баку. Оттогава двете страни се сближават културно, икономически и политически. Президентът Алиев избира именно Франция за своя първа дестинация, по време на официалната си визита в чужбина през месец януари 2004 г. Франция има роля на ко-президент на Минската група към ОССЕ, чиято работа е мирното разширение на конфликта между Армения и Азербайджан – конфликтът за Нагорни Карабах. Петата република играе основна роля в отношенията между ЕС и Азербайджан, по-конкретно във връзка с европейската политика за съседство. 

#### История
Първите търговски отношения между Франция и Азербайджан датират от династията на Абасидски халифат, през 9 и 10 век, тъй като пътят на коприната минава през Азербайджан. Отношенията се развиват слабо до 1708 година, когато се подписва първото търговско споразумение между Франция и Сефевидската държава. От културна гледна точка, писатели като Александър Дюма и Жорж Санд , представят азербайджанската и персийската култура в своите разкази и пътеписи, дори превеждат азербайджанска поезия. Отношенията между Франция и Азербайджан се развиват значително най-вече с идването на ХХ век.

#### 20 век
Френско-азербайджанските отношения се формализират в периода от май 1919 г. до април 1920 г. На 9 август 1919 г. Парижката префектура създава Френски комитет в Кавказ, с цел подпомогне развитието на икономическите връзки между Франция и Азербайджан, както и между Франция и Грузия. През този период се публикуват три книги, карта на Азербайджан, вестникарски статии и 12 бюлетина. От 1926 г. списание Азербайджан започва да се отпечатва и публикува в Париж, с помощта на партия Мусавата.
Със съветизацията на Азербайджан през следващите години отношенията между Франция и Азербайджан се трансформират във френско-съветски, като тук се включват всички съветски държави. След разпадането на СССР през 1991 г. Азербайджан обявява независимост на 31 август. Франция е втората страна, която признава независимостта на страната на 31 декември същата година. Изпратена е делегация, председателствана от Бернар Кушнер, тогава държавен секретар по хуманитарните въпроси. Делегацията остава в страната до края на 1993 г., поради натиска, упражняван от арменската диаспора върху френската политическа класа. Установяването на по-дълбоки отношения между Франция и Азербайджан наистина е възпрепятствано от конфликта в Нагорни Карабах, тъй като Азербайджан се опасява, че арменската диаспора във Франция ще повлияе на разрешаването на конфликта и ще му се противопостави.
Изборът на Алиев за президент на Азербайджан през октомври 1993 г. засилва сближаването между двете държави, водено от желанието на новия президент да отвори държавата си за международната общност. Той избира като първа дестинация Франция за официалното му посещение в чужбина през декември 1993 и там се среща с Митеран. Сближаването на двете страни се обуславя с подписването на Договор за приятелство, разбирателство и сътрудничество на 20 декември 1993 г., както и с откриването на Посолство на Азербайджан в Париж към края на 1994 г.
На 11 октомври 1996 г., френският министър на външните работи, Шарет, заминава за Азербайджан за да дискутира с Президента разрешаването на конфликта за Нагорни Карабах. Той заявява, че Франция ще участва и ще съдейства за мирното справяне с положението. От 13 до 15 януари 1997 г. двустранните отношения продължават да се развиват и френският президент Жак Ширак кани на посещение Алиев. В същото време много френски фирми и предприятия са готови да инвестират в петролната индустрия в Азербайджан. Политическите и икономически отношения между двете държави се развиват бурно в следващите години.

#### Дипломация
През 2001 г., Азербайджан достига връхна точка в сближаването си с Европа като става член на Съвета на Европа на 25 януари. На 19 и 20 ноември 2007 г., вследствие на силното икономическо развитие на Азербайджан (с един от най-високите темпове на растеж в света, около 35%), Президентът Илхам Алиев посещава Франция и се среща с тогавашния президент Никола Саркози, който предвижда засилване на френското присъствие в Азербайджан в икономически план.
На 16 юни 2011 г., френският министър по Сътрудничеството, Анри дю Ренкур, прави официално посещение в Азербайджан, като част от дипломатическата му обиколка в Кавказ. Той се среща с Министър-председателя на Азербайджан и заявява подкрепата си за създаване на френско училище в Баку. Няколко седмици по-късно, Ален Жюпе пристига на визита в страната, тогава министър на външните и европейски работи. На 6 и 7 октомври същата година, Никола Саркози пристига в Азербайджан.
Азербайджан от своя страна подкрепя изграждането на Зала за ислямско изкуство в Лувъра през 2012 г. Разбира се, на откриването ѝ присъства азербайджанския президент. От 6 до 9 декември 2012 г., Директорът на Дирекция „Централна Европа“ към Министерство на външните работи, Ерик Фурние, прави няколко официални срещи в Баку, особено важна от които е с министъра на външните работи Елмар Мамадяров, като се дискутира икономическото сътрудничество. Тези чести срещи и посещения се описват от Лорен Фабиус като „силно развитите“ за двустранните отношения. Същата година на 25 февруари, азербайджанският министър на земеделието, Исмат Абасов, посещава фабриката за сирене Ришмонд в град Орн (Франция) и няколко други предприятия. Няколко седмици по-късно се организира първото побратимяване на градове между двете държави. На 23, 24 и 25 януари 2014 г. се провежда срещата на Минската група за разрешаване конфликта за Нагорни Карабах. Срещата е председателствана от Франция и се провежда в Париж.
За обиколката си в Кавказ, Франсоа Оланд избира за първа държава Азербайджан, където се среща както с азербайджанския си колега, така и с много представители на бизнеса.

#### Търговски отношения
През 2013 г. Азербайджан произвежда повече от 30 милиона м3 газ и 1 милиона барела с петрол на ден, което я прави най-развитата страна в Кавказ, имаща най-силни отношения с Франция. През 2000 г., Франция фигурира сред основните търговски партньори, сред които се нареждат Италия, Русия, Израел, Турция.
От 2005 г. насам търговският обмен между двете страни се увеличава и расте с всяка година. От 494 млн. евро през 2005 г., до над 1,8 млрд. евро за 2008 и 3,2 млрд. евро за 2011. Пиковете на френския внос са вследствие спирането на доставки въглеводород от Либия. Всъщност 99,9% от износа на Азербайджан към Франция е съставен от петрол и газ. През 2012 г., Франция значително намалява нуждите си от въглеводороди и вносът от Азербайджан пада до 1,9 млрд. евро.
В сравнение с износа към Франция, Азербайджан не внася много френска стока: за 2008 г. вносът се равнява на 150 млн. евро. Франция е 10-ата вносителка за Азербайджан за 2012 г. със стоки и услуги, равняващи се на 164,9 млн. евро. Въпреки скромния френски внос, в сравнение с този от Азербайджан към Франция, услугите и стоките, които влизат в Азербайджан са много по-различни: информационни технологии, електроника, земеделски машини (които представляват 50,6% от износа), а индустриалните продукти са 38,7%, от които метали, козметика и др. От гледна точка на телекомуникации, банково дело и потребление, дори околна среда, Франция оказва благоприятно влияние на тези сфери в Азербайджан. От 2008 насам, договори и сделки между корпорации от двете страни се увеличават. На 15 декември 2008 г. е сключен договор за 346 млн. евро за Изграждането на промишлени сгради на Средиземно море, което предвижда изграждането на пещ за изгаряне на отпадъци в Баку. Това е най-голямата сделка между френска и азербайджанска фирма, сключван дотогава. 
Търговията със селскостопански продукти и храни също започва да расте след подписването на Меморандума за разбирателство. Няколко търговски мисии са планирани през 2013 г., по-специално с Нормандия и Орн. Френският министър на външната търговия на Никол Брик пътува до Баку на 25 и 26 ноември 2013 г. Придружена от представители на двадесет компании, тя заявява, че желанието на Франция е да се работи по сътрудничество с Азербайджан в колко се може повече области. Фирми като Lactalis и Danone подписват договори за сътрудничество съвместно с азербайджанското предприятие Атропатена. 

### Културен и научен обмен
Всяка година службата за културно сътрудничество в Посолството на Франция в Азербайджан отпуска определен бюджет за развитие на отношенията в тази област. През 2012 г. са предоставени 385 063 евро за университетско сътрудничество. 
Академично сътрудничество е важен въпрос за френско-азербайджански културно сътрудничество. Френският език присъства в администрациите на страните от Кавказ и университетите, в които се преподава на френски са много. През 2012 – 2013 г. френското правителство отпуска 22 стипендии, 14 в периода 2013 – 2014 г., за азербайджански студенти, които искат да се обучават във Франция.
Научното сътрудничество между Франция и Азербайджан се развива чрез филиала на Френския институт за анадолски изследвания, който се намира в Баку от 2002 г.

### Грузия
Азербайджан има дипломатическо представителство на територията на Тбилиси. И двете държави са бивши съветски републики и членуват в Съвета на Европа, Организацията за сигурност и сътрудничество в Европа и в Организацията за икономическо сътрудничество в Черноморския регион. И двете са членки на ГУАМ.
Тогавашният президент на Грузия, Саакашвили, през 2011 г. заявява в интервю, че „всеки, който се противопоставя на Азербайджан и Грузия е враг и на двете страни“.

### Иран
Тук също двустранните отношения за стабилни, въпреки разликите между двете държави. Бидейки Иран теокрация, а Азербайджан светска държава, Иран търси сближаване с Азербайджан, поради присъствието на голяма азерска общност около 12,6 милиона души на територията ѝ. Въпреки че делят обща история (преди руските завоевания през 1800, Азербайджан е бил част от Иран) и че и двете са шиитски страни, Азербайджан държи на запазване отношенията си с Турция, като през това време култивира тесни връзки с Иран в определени области.

### Израел
Азербайджан е единствената държава с шиитско мнозинство, която да е установила дипломатически отношения с Израел, след независимостта ѝ. Двустранните дипломатически отношения са официални от 7 април 1992 г.

### Румъния
Двете държави са сключили над 50 двустранни договора за сътрудничество. Техните отношения започват още през 15 век, когато Узун Хасан и молдавският принц Етиен Трети подписват договор за военно сътрудничество. То е продължено и по време на управлението на Сефевидите. Предполага се, че първото печатно издание в Азербайджан се появява с помощта на румънския принц Димитрие Кантемир.
Румъния официално признава независимостта на Азербайджан през 1991 г. От 1992 г. двете страни имат дипломатически отношения.
Имайки много общи неща в различни области и двете страни са насочили сътрудничеството си главно към енергийната търговия. Често се организират дискусии и срещи на делегации по отношение бъдещото развитие на тези отношения и увеличаване на двустранната търговия, имайки предвид, че износът към Румъния се равнява на 120 милиона евро, в сравнение с вноса – 24 милиона.
Като член на НАТО, Румъния пламенно защитава бъдещото присъединяване на Азербайджан, като подчертава стратегическото значение на страната за търговия и транспорт.

### Русия
Съвременните отношения между двете държави започват малко след обявяването на независимостта на Азербайджан от Съветския съюз.
Азербайджан и Русия делят обща история в продължение на векове, което все още влияе на отношенията между двете суверенни държави. Като част от бившата Руска империя, Азербайджан е интегрирана през 1920 г. в СССР до края на съществуването му. През 1991 г. Муталибов, бивш член на азербайджански комунистическа партия, става първият постсъветски президент и задвижва дипломатически отношения с Русия в приятелски дух. Но зверствата в Ходжали по време на войната в Нагорни Карабах принуждават президента да подаде оставка, възкачвайки Абулфаз Елчибей на поста. Тази промяна на държавния глава е в ущърб на руско-азербайджанските отношения, като последната води политика, описвана като антируска. Двустранните отношения се затоплят, след като Хайдар Алиев идва на власт през 1993 г.
Русия има посолство в Баку, а Азербайджан има посолство в Москва и генерално консулство в Санкт Петербург. Азербайджан обявява намерението си да открие още едно в Екатеринбург. Това са важни дипломатически представителства – в Русия има половин милион азери, а в Азербайджан е една от големите руски диаспори.
Руският президент Дмитрий Медведев заявява през ноември 2011 г., че руснаци и азери са обвързани с „близко приятелство и взаимоотношения, основани на доверие.“ Двустранните отношения остават приятелски, въпреки някои сътресения, тъй като по време на Втората война в Южна Осетия се сблъскват различия относно границите в Каспийско море. Азербайджан подкрепя руската политика по отношение на Чечения и затваря дипломатическото чеченско представителството в Баку.
От друга страна, руската позиция в Чечения и многобройните интервенции в Кавказ, водят до намаляване популярността на Русия сред азербайджанското население. Ако 80% от хората са подкрепяли руската дружба през 2007 г., цифрата е 52% през следващата година, след войната с Грузия, като дава тласък на русофобията в страната.

#### Икономически отношения
Търговско-икономическите отношения между Русия и Азербайджан се увеличават, съпровождани с благоприятен баланс. Статистическите данни за 2008 г. показват годишно увеличение от 39,3% или 2,4 милиарда долара. Руският износ се е увеличил с 42,6% до близо два милиарда долара, докато вносът стига 411 милиона или с около 25%.
Въпреки приключването на руски доставки на газ от 1 януари 2007 г., търговията продължава да е активна.

### Турция
Отношенията с Турция винаги са стабилни и силни. Двете страни имат сходни езици и култури (в действителност, азерския и турския език са близки езици), обща история и общ враг – Армения. През 1993 г., по време на войната в Нагорни Карабах, Турция в подкрепа на съюзника си Азербайджан, решава да затвори 268-те километра обща граница с Армения. 